# Asiaceratops salsopaludalis
Asiaceratops salsopaludalis Nessov et al., 1989 è un piccolo dinosauro erbivoro vissuto nel Cretaceo superiore (Cenomaniano, tra 99,7 e 94,3 milioni di anni fa), i cui resti fossili sono stati rinvenuti in Uzbekistan.

## Descrizione
Noto solo attraverso frammenti fossili degli arti e del cranio, non doveva superare il metro e mezzo di lunghezza. I resti sono stati ritrovati in terreni della prima parte del , e sembrerebbero indicare che questo animale era un rappresentante molto primitivo dei dinosauri cornuti, o ceratopi.

## Classificazione
Probabilmente, Asiaceratops era un leggero bipede (o semibipede) dalle lunghe zampe posteriori, dotato di un corto collare osseo. Questo dinosauro potrebbe essere stato simile a Microceratops, ma alcuni paleontologi mettono in dubbio la sua identità.